# Min krop er min
|  | Denne artikel er oprettet af botten PalnaBot ud fra en ekstern database. Den kan derfor have sproglige fejl eller mangler. Denne skabelon kan fjernes efter kontrol af indholdet. |

Min krop er min er en film instrueret af René Bo Hansen efter manuskript af René Bo Hansen.

## Handling
En undervisningsvideo i 3 dele, henvendt til elever i 4.-6. klasse. Den handler om at lære at turde sige fra, erkende sine følelser og sætte egne grænser. Og at turde hente hjælp, hvis man bliver udsat for seksuelt misbrug eller andre former for overgreb. Et spil udføres i en klasse, hvor skuespillere gennemspiller forskellige situationer, diskuterer dem med børnene med interviews ind imellem. De tre afsnit har følgende overskrifter: »Ja/nej følelser«, »Angst og fremmede« og »En hemmelighed«. Videoen er en del af et større undervisningsmateriale fra Dansklærerforeningen. En introducerende video for voksne »Min krop er min - en introduktion« (se denne) kan anvendes ved lærer- og forældremøder.